# 梨谷大橋
梨谷大橋（なしたにおおはし）は富山県南砺市小来栖にある国道304号の道路橋である。

## 概要
一級河川庄川水系梨谷川を渡河する、橋長245 m、幅員8 m、鉄筋コンクリート製の永久橋である。
1978年8月18日に近接する五箇山トンネルの取付道路として着工、1980年12月に完成し、1981年8月4日に完成式が挙行された。総工費は7億5,600万円。ただし当時は五箇山トンネル掘削工事用道路として使用されていたため、一般への開放は1984年3月10日の五箇山トンネル完成になってからとなった。